# Ten Zen Men Project
Ten Zen Men Project é um projeto criado pelo guitarrista estadunidense Neil Zaza, que é composto por ele, pelo baterista Robin DiMaggio (Steve Vai, Mariah Carey, Paul McCartney) e pelo baixista Andre Berry.
Lançaram apenas um álbum, Ten Zen Men, em 1997.

## O Álbum
Ten Zen Men é o único álbum da banda Ten Zen Men Project, que é um projeto composto pelo guitarrista estadunidense Neil Zaza, o baterista Robin DiMaggio (Steve Vai, Mariah Carey, Paul McCartney) e o baixista Andre Berry. As músicas foram compostas e gravadas em apenas 5 dias. Apesar de não ser um CD solo do Neil Zaza, o álbum é considerado o quarto disco de estúdio do artista.

## Faixas
| N.º            | Título                                                  | Duração |  |
| 1.             | "Chuck's Welcoming"                                     | 0:13    |  |
| 2.             | "Funkalicious"                                          | 4:10    |  |
| 3.             | "Mutha Funk"                                            | 4:56    |  |
| 4.             | "M.O.F.O.E. (More Opportunity For Original Expression)" | 2:14    |  |
| 5.             | "Bell Bottom"                                           | 4:32    |  |
| 6.             | "Havana's Theme"                                        | 4:19    |  |
| 7.             | "Present"                                               | 5:38    |  |
| 8.             | "Virus"                                                 | 4:24    |  |
| 9.             | "Haunted House"                                         | 5:11    |  |
| 10.            | "Bass Orgy"                                             | 3:19    |  |
| 11.            | "Marshmallow"                                           | 3:50    |  |
| 12.            | "Chuck's Goodbye"                                       | 0:13    |  |
| 13.            | "Crickets"                                              | 0:46    |  |
| Duração total: | Duração total:                                          | 43:45   |  |

## Créditos
- Neil Zaza - guitarra
- Andre Berry - baixo
- Robin DiMaggio - baterias